# Hoya cordata
Hoya cordata är en oleanderväxtart som beskrevs av Ping Tao Li och S. Z. Huang. Hoya cordata ingår i släktet Hoya och familjen oleanderväxter. Inga underarter finns listade i Catalogue of Life.